# 温良里社区
温良里社区（おんりょうりしゃく）は、広州市越秀区光塔街道の社区。